# Agroeca annulipes
Agroeca annulipes är en spindelart som beskrevs av Simon 1878. Agroeca annulipes ingår i släktet Agroeca och familjen månspindlar. Inga underarter finns listade i Catalogue of Life.